# Fort Fork
Le fort Fork est un ancien poste de traite de la compagnie du Nord-Ouest situé sur la rivière de la Paix. Il a été construit en 1792. Entre le 1er novembre 1792 et le 9 mai 1793, Alexander Mackenzie y a hiverné dans le but de préparer son expédition vers l'océan Pacifique. Le fort a été ensuite utilisé par la compagnie du Nord-Ouest, jusqu'à sa fusion avec la compagnie XY en 1805, date à laquelle il a été remplacé par le fort Dunvegan en amont de la rivière.
Le fort est situé au sud-ouest de Rivière-la-Paix en Alberta. Il ne reste aucune structure, mais le site archéologique est marqué d'un cairn. Le site a été désigné lieu historique national du Canada en 1928.